# Fuas Roupinho
Fernão Gonçalves Churrichão, il Farroupim (... – Cabo Espichel, 1184 ) è stato un ammiraglio portoghese, che passò alla storia come Don Fuas Roupinho.
Era un nobile guerriero portoghese del XII secolo, uno dei compagni più rispettati di Don Afonso I del Portogallo, forse un cavaliere dell'Ordine dei Templari, primo ammiraglio della flotta portoghese, le cui azioni sono legate alla leggenda, del miracolo di Nossa Senhora da Nazaré come narrato dalla Leggenda di Nazaré.

## Biografia
È un po' difficile descrivere questa figura, in quanto non vi è alcun riferimento ad essa da parte dei cronisti contemporanei, e quelli successivi, a causa della mancanza di notizie attendibili, ricorsero alla tradizione orale per formulare narrazioni vaghe o descrizioni mal fondate. La data della sua nascita non è nota e si ritiene che sia morto nel 1184, in una battaglia navale contro i Mori. La leggenda narra anche che era un fratello naturale di Afonso I e suo devoto amico, come indicato nella Storia della Patria, e che, era Aio e Maestro di Dom Pedro Afonso, un altro figlio naturale del Conte Don Henrique del Portogallo, ma in realtà figlio naturale di Don Afonso I.  Il suo nome è legato al processo di riconquista cristiana della penisola iberica, sotto il comando del primo re del Portogallo, Don Afonso I. 

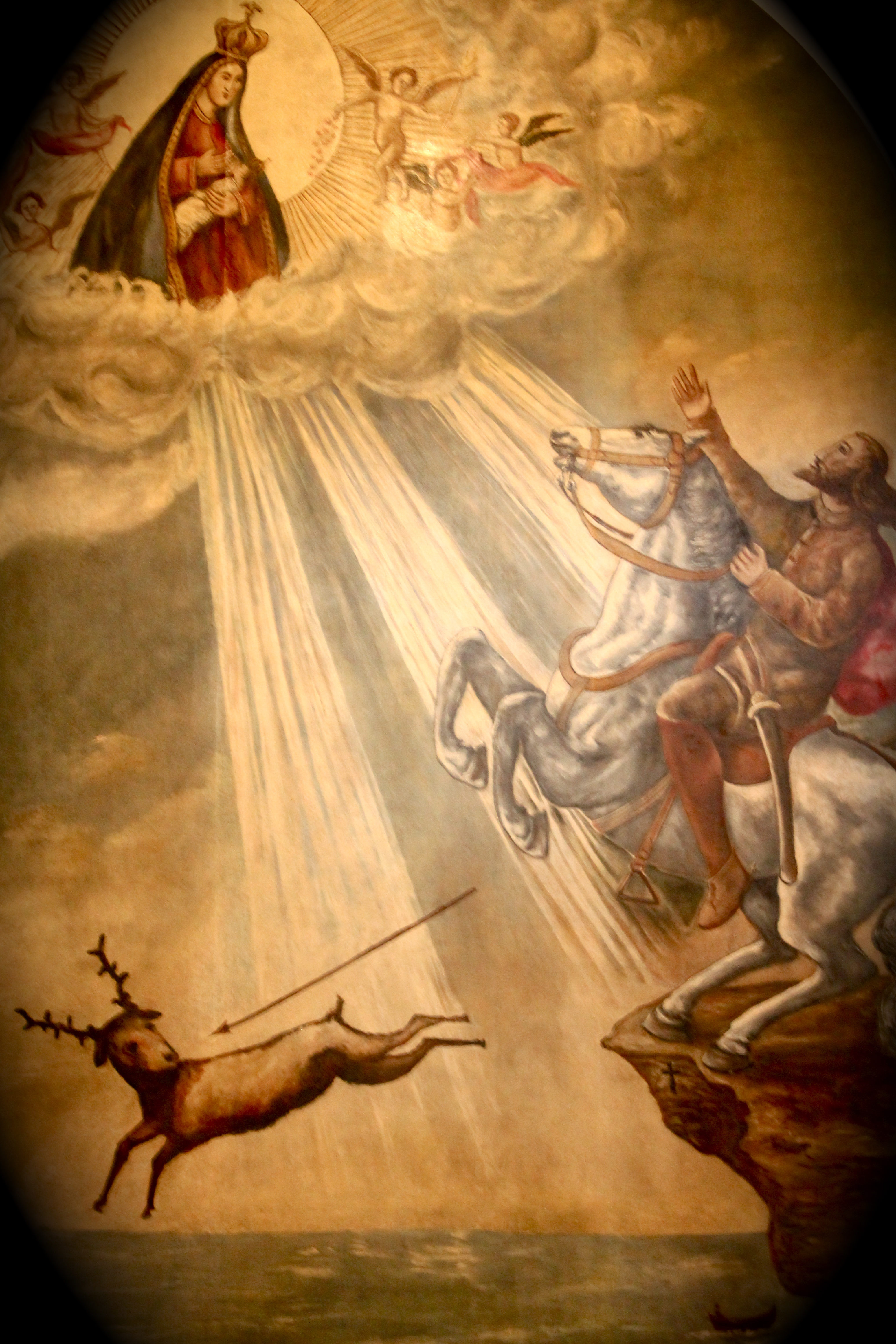
Rappresentazione dell'apparizione di Nossa Senhora da Nazaré e del miracolo Don Fuas Roupinho

Nel 1179, era Alcaide-Mor di Coimbra ed era al Castelo de Leiria quando venne a conoscenza della presenza, nell'Alcáçova di Porto de Mós, del re moresco di Mérida, Gamir, che era solito riposare in questa terra, per ammirare la bellezza della regione. Partì con il suo ospite dal Castello de Leiria e attaccò le forze moresche, che furono sconfitte in combattimenti ravvicinati, nonostante godessero del vantaggio di una considerevole superiorità numerica. Quindi andò, con il re Gamir e quasi tutti i prigionieri dell'esercito moresco, a Coimbra, dove fu accolto con acclamazione trionfante. Don Afonso I, in riconoscimento del suo merito, lo premiò con la nomina ad Alcaide-Mor di Porto de Mós. 
Il suo nome si distingue anche per essere stato il primo comandante navale portoghese noto e, come tale, artefice della prima vittoria della Marina portoghese, avendo anche esercitato le funzioni di Corsaro. Aveva una flotta di quaranta navi  . 
Su incarico del Sovrano, andò a Lisbona, dove, con l'aiuto dell'Aldermanno, fondò un'Armada destinata a inseguire gli squadroni saraceni che devastavano la costa. La flotta lasciò Lisbona e, il 29 luglio 1180, affrontò quella saracena, di fronte a Cabo Espichel. I marinai portoghesi pagarono la loro inesperienza in questo tipo di guerra, per loro nuova, e combatterono con incredibile eroismo, contro un nemico sperimentato nelle guerre marittime lungo le coste africane. La flotta saracena venne annientata e molte delle sue navi furono sequestrate. La flotta di Don Fuas Roupinho tornò sul fiume Tago e Lisbona celebrò questa prima vittoria navale con grande tripudio pubblico. Dopo essere stata riparata e ampliata con le navi sequestrate, la flotta lasciò di nuovo il Tago, percorse l'intera costa verso sud e l'Algarve non ancora conquistata e, poiché non aveva trovato navi nemiche, passò lo stretto di Gibilterra ed entrò nelle acque di Ceuta, da dove tornò, dopo due giorni, con numerose navi moresche sottratte al nemico. 
Nel 1182, secondo la tradizione, Don Fuas Roupinho si riposava a Porto de Mós e si dedicava alla caccia . In quel momento, ebbe luogo il "miracolo di Nazaré", quando, su un cavallo, inseguì un cervo. Nell'anno 1184, lasciò Lisbona con la sua flotta, per la terza volta, alla ricerca di quella saracena. Come nella precedente occasioni, percorse l'intera costa portoghese e attraversò lo stretto di Gibilterra, ma una tempesta di grande violenza gettò l'Armada nelle acque di Ceuta. Non ci sono notizie attendibili sulla vera importanza di questa Armada, che dovette accettare una battaglia con la flotta Sarracena, proveniente da Siviglia. La giornalista araba Ibne Caldune afferma che la flotta portoghese fu dispersa dai Saraceni, che sequestrarono 22 navi.